# Liqa Makwas
Liqa Makwas (amharisch ሊቀ መኳስ) war im kaiserlichen Äthiopien der Titel für die Personen mit verschiedenen Funktionen am Hof und im Staat.
Seit dem 15. Jahrhundert trug der Doppelgänger des regierenden Kaisers diesen Titel. Der Liqa Makwas war wie der Kaiser gekleidet und sollte im Krieg die Aufmerksamkeit der Feinde vom Kaiser weg auf sich lenken und bei öffentlichen Auftritten an der Seite des Kaisers Hexereien, Verfluchungen und bösen Zauber auf sich ziehen.
Den Titel Liqa Makwas trug aber auch der kaiserliche Stallknecht, zu dessen Pflichten u. a. das Einreiten der Pferde und Maulesel des Kaisers gehörten. Den Titel konnte auch ein Dejazmach in Gonder annehmen.
Als Zeichen der Wertschätzung der guten Beziehungen zwischen Äthiopien und Großbritannien verlieh Kaiser Tewodros II. (1855–1868) dem Briten John Bell bei dessen Aufenthalt im Kaiserreich den Titel. Während der Regentschaft von Kaiser Yohannes IV. (1872–1889) hatte der Liqa Makwas eine besonders hohe Bedeutung. Der Kaiser verlieh diese Würde dem obersten Richter Äthiopiens, der sein Amt an der Seite des Kaisers ausübte.